# Modernización política

La aplicación del Big Data en el sistema jurídico, junto a técnicas de análisis, es considerada en la actualidad como una de las vías posibles para agilizar la administración de justicia.

La modernización política puede considerarse como la relación del proceso de desarrollo que ésta implica con los ciudadanos y un sistema político determinado. Al establecer una relación entre estos será posible hablar de Modernización Política en su conjunto.

## Modernización
La modernización puede ser entendida de varias maneras, sea como un proceso de cambio por el cual las sociedades menos desarrolladas adquieren las características comunes a las sociedades más desarrolladas o como un conjunto de cambios en la esfera política, económica y social que iniciaron con la Revolución Francesa de 1789 y la Revolución Industrial en Inglaterra.
Cualquier definición que se tome del término será aplicable porque en esencia todas giran en torno al cambio y el desarrollo.
La política es uno de los campos que se vio influenciado por el proceso de Modernización.

## Características
Para algunos autores, se debe definir la Modernización sobre la base de tres características principales: la igualdad, la capacidad y la diferenciación, tal es el caso de Pasquino.
- Igualdad con respecto a los ciudadanos, de manera general expresada en la participación política, en la unidad de todos los ciudadanos, la sensibilidad de éstos y su adherencia a los principios de igualdad.

+Capacidad de las autoridades para dirigir negocios públicos, controlar las tensiones sociales y afrontar las demandas de los miembros del sistema.
- Por último la diferenciación estructural, que se traduce en la especificación de funciones e integración de las instituciones y organizaciones de la esfera política.

Estas tres características que Pasquino considera tiene la modernización, pueden ser entendidas como tres niveles para examinar la modernización. A nivel poblacional (la importancia de los individuos, considerados como ciudadanos de una sociedad), a nivel del sistema político (la importancia de relacionar los individuos con el sistema político) y a nivel de los subsistemas (principalmente al subsistema gubernamental) (Bobbio, Matteucci y Pasquino, p.136)